# Pseudapanteles gouleti
Pseudapanteles gouleti is een insect dat behoort tot de orde vliesvleugeligen (Hymenoptera) en de familie van de schildwespen (Braconidae). De wetenschappelijke naam van de soort werd voor het eerst geldig gepubliceerd door Fernandez-Triana in 2010.